# Macau
|  | Per al municipi francès, vegeu Macau (Gironda). |

Macau (xinès tradicional: 澳門, xinès simplificat: 澳门, pinyin: Àomén; portuguès: Macau) és una regió administrativa especial del sud-est de la Xina, tocant a la mar de la Xina Meridional. Disposa d'un ampli grau d'autonomia, ja que havia estat una colònia portuguesa fins a l'any 1999, quan va tornar a la sobirania xinesa. La seva economia està basada en el trànsit marítim del seu port, els casinos i el turisme. L'any 2013 tenia 566.375 habitants. El centre històric de Macau va ser declarat l'any 2005 patrimoni de la Humanitat per la UNESCO.

## Etimologia
El primer registre escrit conegut del nom "Macau" seria equivalent a Amakang/Yamakang (xinès tradicional: 亞/阿 - 媽/馬 - 港, pinyin: ya/a - mā/mǎ - gǎng), i es troba en una carta datada el 20 de novembre de 1555. Els habitants locals creien que la deessa de la mar Matsu (alternativament anomenada a-Ma) havia beneït i protegit el port i van anomenar les aigües al voltant del Temple de a-Má amb el seu nom. Wu  &  Jin   2014 Quan els exploradors portuguesos van arribar per primera vegada a l'àrea i van demanar el nom del lloc, els vilatans van pensar que estaven preguntant pel temple i els van dir que era "Ma Kok" (媽 閣). Hao   2011, pàg. 12-13. La primera ortografia portuguesa pel lloc va ser Amaquão. Van existir nombroses variacions fins que Amacão, Amacao i Macau es van tornar habituals durant el segle xvii, fins al Macau actual. Wu  &  Jin   2014
El seu nom local xinès és Aomen (澳門). Fa referència a la península i les illes que s'hi troben,Wu  &  Jin   2014 Hao   2011, pàg. 15 -16. ja que la seva traducció literal al cantonès és «Port Badia». Aquest nom sembla tenir l'origen en el fet que la península de Macau estava habitada, abans de l'arribada dels portuguesos, per diversos llogarets de pescadors i alguns pagesos de les províncies de Fujian i Canton. El nom portuguès es refereix a un dels primers llocs de desembarcament europeu, la Badia d'A-Má.  Abans dels portuguesos la zona era coneguda com a Hou Keng ("ostra mirall") o Keng Hoi ("mar mirall").

## Història
Restes arqueològiques indiquen que els xinesos ja s'havien establert a la península de Macau entre quatre i sis mil anys enrere i a la propera illa de Coloane fa cinc mil anys.
Durant la dinastia Qin (221-206 aC), la regió va estar sota la jurisdicció del comtat de Panyu, al districte de Nanhai, província de Guangdong. Se sap que la regió es va començar a poblar durant la dinastia Han. Formava part administrativament de la prefectura de Dongguan a la dinastia Jin (265–420 dC), i es va alternar sota el control de Nanhai i Dongguan en les dinasties posteriors. El 1152, durant la dinastia Song (960–1279 dC), va quedar sota la jurisdicció del nou  Xiangshan. El 1277, uns 50.000 refugiats, fugint de la conquesta mongola de la Xina, es van instal·lar a la zona costanera.

### Segles XVI a XVIII

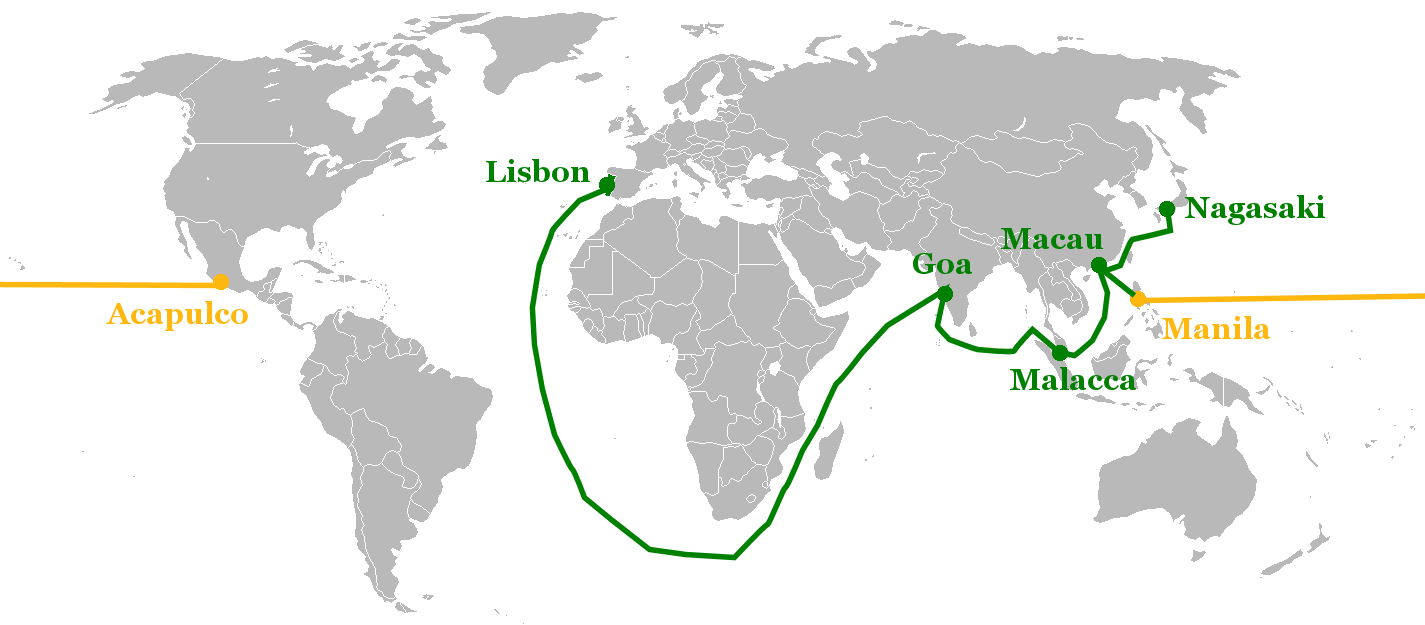
Mapa on mostra Macau i la seva posició en les rutes comercials portugueses i espanyoles, en el seu període més pròsper (finals del s. XVI i principis del s.).

Els portuguesos es van establir il·legalment i provisionalment a Macau entre 1553 i 1554, com a port d'escala de llargs trajectes. El 1557, les autoritats xineses van donar finalment autorització als portuguesos per poder-se establir permanentment a Macau, concedint-los un considerable grau d'autogovern. En compensació, els portuguesos van ser obligats a pagar un lloguer anual (d'uns 500 taeis de plata) i impostos a aquestes autoritats, que defensaven que Macau seguia essent part integrant de l'Imperi Xinès. Les autoritats xineses, que des de sempre tenien por i menyspreu als estrangers, van passar a supervisar atentament els portuguesos de Macau i a exercir una gran influència en l'administració d'aquest establiment comercial fins a mitjan segle xix, 
Des de llavors, Macau es va desenvolupar com un empori i intermediari per al comerç triangular entre la Xina, el Japó i Europa, en un nivell en què les autoritats de la Xina van prohibir el comerç directe amb el Japó per més de cent anys. Aquest comerç lucratiu va dur una enorme prosperitat a Macau, convertint-la en una gran ciutat comercial i ajudant-la a aconseguir el seu auge durant els finals del segle xvi i els inicis del segle xvii.
Més enllà de ser un empori comercial, Macau va exercir també un paper actiu i crucial en la disseminació del catolicisme, en ser un important punt de formació i de partida de missioners catòlics per als diferents països de l'Extrem Orient, principalment per a la Xina. Per aquest motiu, el Papa Gregori XIII va crear la Diòcesi de Macau (1576) amb seu a aquesta població. Aquests missioners van exercir també un paper important en l'intercanvi cultural, científic i artístic entre la Xina i l'Occident, i en el desenvolupament de la cultura i de l'educació a Macau.
El 1583 va ser creat pels habitants portuguesos el Lleial Senat, la seu i el símbol del poder i del govern local de Macau. Aquest organisme polític, considerat com la primera cambra municipal de Macau, va ser fundat amb l'objectiu de protegir el comerç controlat per Macau, d'establir ordre i seguretat per a aquesta ciutat i de resoldre els assumptes i problemes quotidians. Malgrat que a partir de 1623 Macau va passar a tenir un governador portuguès, el Lleial Senat, fins a la primera meitat del segle xix, continuà mantenint una gran autonomia i exercint un paper fonamental en l'administració de la ciutat.
A causa de la seva prosperitat, Macau va ser atacada diverses vegades pels holandesos al llarg de la primera meitat del segle xvii. L'atac més famós va transcórrer el dia 22 de juny de 1622, quan prop de 800 soldats holandesos van desembarcar, en una temptativa de conquerir la ciutat. Després de dos dies de combat, el dia 24 de juny, aquests invasors van ser derrotats, sofrint elevades baixes (prop de 350 morts) i aconseguint matar solament algunes desenes de portuguesos. Per a Macau, desprevinguda, aquesta victòria va ser considerada un miracle.
El 1638-1639, el comerç portuguès amb el Japó va acabar abruptament, a causa de la polítiques d'aïllament dutes a terme pel llavors shōgun japonès, Tokugawa Iemitsu. Aquest esdeveniment va afectar seriosament l'economia de Macau, que va entrar ràpidament en declivi.
El comerç marítim amb la Xina es va prohibir el 1644 després de la conquesta de la dinastia Qing i en virtut de les polítiques de Haijin i es limitava només a Macau a una escala menor, mentre que la nova dinastia se centrava a eliminar els fidels Ming supervivents. Mentre que l'emperador Kangxi va aixecar la prohibició el 1684, la Xina va restringir el comerç sota el sistema de Canton el 1757. Els vaixells estrangers van haver de parar primer a Macau abans de continuar cap a Canton. Les autoritats Qing van exercir un paper molt més gran en el govern d'aquest territori. Els residents xinesos estaven sotmesos a tribunals xinesos Qing i qualsevol nova construcció havia de ser aprovada pel mandarí resident a la dècada de 1740. A mesura que el comerç de l'opi es va fer més lucratiu durant el segle xviii, Macau tornà a convertir-se en un punt d'aturada important en ruta cap a la Xina.

### Segles XIX i XX
Després de la primera guerra de l'opi i l'establiment de Hong Kong, Macau va perdre el seu paper com a port important. La producció de focs artificials i encens, així com el processament de te i tabac, van ser indústries vitals a la colònia durant aquest temps. Portugal va poder capitalitzar la feblesa de la Xina després de la guerra i va afirmar la seva sobirania; el governador de Macau va negar-se a pagar la renda anual a la Xina a la dècada de 1840, i va annexar-se Taipa i Coloane, respectivament, el 1851 i el 1864. Portugal també va ocupar els voltants de Lapa i Montanha, però aquests tornarien a la Xina el 1887, quan es van formalitzar els drets d'ocupació perpètua sobre Macau en el Tractat sino-portuguès de Pequín. Aquest acord també obligava la Xina a acceptar la cessió unilateral de Macau per part de Portugal. Malgrat el conflicte ocasional entre les autoritats de Canton i el govern colonial, l'estat de Macau es va mantenir sense canvis durant les revolucions republicanes tant de Portugal el 1910 com de la Xina el 1911. El Kuomintang va afirmar a més la jurisdicció portuguesa a Macau quan es va renegociar el Tractat de Pequín el 1928. Durant la Segona Guerra Mundial, l'Imperi del Japó no va ocupar la colònia i va respectar generalment la neutralitat portuguesa a Macau. No obstant això, després que les tropes japoneses capturessin un vaixell de càrrega britànic a les aigües de Macau el 1943, el Japó hi va instal·lar un grup d'"assessors" governamentals com a alternativa a l'ocupació militar. El territori va evitar en gran manera l'acció militar durant la guerra, excepte el 1945, quan els Estats Units van ordenar atacs aeris a Macau després de descobrir que el govern colonial es preparava per vendre combustible d'aviació al Japó. Posteriorment, el 1950, Portugal va rebre més de 20 milions de dòlars EUA en compensació pels danys produïts. Els refugiats de la Xina continental van inflar la població quan fugien de la guerra civil xinesa. L'accés a una gran quantitat de mà d'obra barata va permetre que l'economia de Macau creixés a mesura que la colònia ampliava la seva indústria tèxtil, desenvolupava el turisme i va legalitzar els jocs d'atzar. Malgrat això, al mateix temps que la Revolució Cultural a la Xina continental, els residents descontents amb l'administració colonial es van revoltar en l'incident de 12 de març de 1966, en què 8 persones van morir i més de 200 van resultar ferides. Portugal, en conseqüència, va perdre el control sobre la colònia i va decidir cooperar amb les autoritats comunistes a canvi de la futura cessió de l'administració de Macau.
Després de la Revolució dels clavells de 1974, Portugal va renunciar formalment a Macau com a província d'ultramar i la va reconèixer com a "territori xinès sota administració portuguesa". Després que la Xina va concloure els acords sobre el futur de Hong Kong amb el Regne Unit, va entrar en negociacions amb Portugal el 1986. Van acabar amb la signatura de la Declaració conjunta de 1987 sobre la qüestió de Macau, en què Portugal va acceptar la transferència de la colònia el 1999 i la Xina garantiria els sistemes polítics i econòmics de Macau durant 50 anys després del traspàs. En els anys de transició del govern colonial, Macau va urbanitzar i va construir projectes d'infraestructura a gran escala, inclòs l'aeroport internacional de Macau i un nou port per contenidors. Macau va ser entregada a la Xina el 20 de desembre de 1999, després de 442 anys de domini portuguès.
Després de la transferència, Macau va liberalitzar la seva indústria del joc (que abans funcionava sota un monopoli autoritzat per govern) per permetre la inversió estrangera, iniciant un nou període de desenvolupament econòmic. L'economia regional va créixer amb una taxa de creixement anual de dos dígits de 2002 a 2014, convertint Macau en una de les economies més riques del món en termes per capita. Els debats polítics s'han centrat en la independència jurisdiccional de la regió i l'adhesió del govern central a “un país, dos sistemes”. Tot i que qüestions com la legislació de seguretat nacional han estat controvertides, els residents de Macau tenen generalment un alt nivell de confiança en el govern.
El 2015, les fronteres de Macau van ser redissenyades pel consell d'estat, traslladant la frontera terrestre al nord al Canal dos Patos i ampliant significativament la frontera marítima. Els canvis van augmentar la dimensió del territori marítim de Macau en 85 quilòmetres quadrats.